# Барбин, Владимир Владимирович
Владимир Владимирович Барбин (род. 3 сентября 1957) — российский дипломат. Чрезвычайный и полномочный посол (2017).

## Биография
Окончил МГИМО МИД СССР (1979). На дипломатической работе с 1979 года.
- В 1996—1999 годах — советник Посольства России в Финляндии.
- В 1999—2002 годах  — начальник отдела Второго Европейского департамента МИД России.
- В 2002—2006 годах  — советник-посланник Посольства России в Швеции.
- С апреля 2006 по декабрь 2009 года — заместитель директора Второго Европейского департамента МИД России.
- С 4 декабря 2009 по 30 мая 2014 года — чрезвычайный и полномочный посол России в Гане[1][2].
- С 23 декабря 2009 по 30 мая 2014 года — чрезвычайный и полномочный посол России в Либерии по совместительству[2][3].
- С 2014 по 2018 год — посол по особым поручениям по вопросам международного сотрудничества в Арктике МИД России.
- С 12 декабря 2018 года — чрезвычайный и полномочный посол Российской Федерации в Королевстве Дания[4].

## Дипломатический ранг
- Чрезвычайный и полномочный посланник 2 класса (8 июля 2004)[5].
- Чрезвычайный и полномочный посланник 1 класса (7 ноября 2012)[6].
- Чрезвычайный и полномочный посол (26 декабря 2017)[7].

## Награды
- Орден Дружбы (30 декабря 2022) — за большой вклад в реализацию внешнеполитического курса Российской Федерации и многолетнюю добросовестную дипломатическую службу[8].
- Медаль ордена «За заслуги перед Отечеством» II степени (2 марта 2016) — за большой вклад в реализацию внешнеполитического курса Российской Федерации и многолетнюю добросовестную работу[9]